# Персидский язык
Перси́дский язы́к (новоперси́дский язы́к, фарси́, زبان فارسی [zæ'bɒːne fɒːɾsiː]) — ведущий по числу носителей язык иранской группы индоевропейской семьи языков, обладающий богатой многовековой литературной традицией, включая признанные шедевры мировой литературы. Новоперсидский язык возник как продолжение среднеперсидского языка в эпоху исламизации Ирана после арабского завоевания и испытал сильное воздействие арабского языка (в частности, в его сегодняшнем лексическом составе обнаруживается до 60 % арабизмов). В свою очередь, многочисленные персизмы проникли во многие тюркские, индоарийские, нахско-дагестанские языки; в меньшем количестве заимствования из персидского языка имеются и в некоторых славянских языках, в том числе в русском.
Современный персидский — плюрицентрический язык (диасистема), распадающийся на три близкородственных варианта, признанных официальными в качестве отдельных национальных языков в трёх странах Азии: Иране, Афганистане, Таджикистане. Из них наибольшим влиянием обладает западный персидский язык (западный фарси, собственно фарси), что обусловлено и бо́льшим количеством носителей, и бо́льшим экономическим потенциалом Ирана. Восточный вариант персидского языка представлен языками дари́ (фарси́-кабули́, распространённый в Афганистане) и таджикским (забони тоджики́, форси́и тоджики́, распространённый в Таджикистане и прилегающих районах Узбекистана).
Персидский широко распространён в Иране в качестве родного языка иранцев, составляющих около 58 % населения страны (более 40 млн чел.), а также в качестве языка межэтнического общения, языка литературы, СМИ и прочих сфер жизни для представителей других народов страны. Небольшие персоязычные группы распространены также в странах Персидского залива: Бахрейне, Ираке, Омане, Йемене, ОАЭ.
На протяжении долгого времени, начиная с X—XII веков, персидский выполнял функции языка международного общения, языка культуры и науки на большом пространстве востока исламского мира и оказал значительное влияние на все языки региона от Турции, Кавказа и Крыма до Центральной Азии и Индии. Литературный и разговорный персидский оказал заметное влияние на развитие других иранских, тюркских и новоиндийских языков.
Письменность языков фарси и дари — персидский алфавит, созданный на основе арабского письма, дополненного несколькими знаками для звуков, отсутствующих в арабском языке. Для таджикского языка используется кириллица (алфавит введён в 1939 году; приобрёл современный вид в 1998 году).
По популярности в интернете персидский язык (фарси) занимает 9-е место — сегодня он используется на приблизительно 2,6 % сайтов мировой сети и имеет склонность к росту, так как, например, на октябрь 2010 года его доля среди используемых в интернете языков составляла всего 0,6 %.

## Генетическая классификация
Персидский язык относится к юго-западной подгруппе иранской группы индоевропейской семьи. Его ближайшими родственниками являются луро-бахтиярские диалекты, по всей вероятности, развившиеся из раннего новоперсидского (VII—VIII века), а также татский язык, бытующий в Азербайджане.
Несколько более удалённые родственники фарси — исконные диалекты Фарса, диалекты Ларестана и башкарди, происходящие, как и современный персидский, из среднеперсидского языка.

## Название

### Парси, фарси, дари
Современные персы называют свой язык زبان فارسی [zæ'bɒːne fɒːr’siː] или просто فارسی [fɒːr’siː], имеет также хождение «архаичный» вариант پارسی [pɒːr’siː]. Pârsi закономерно продолжает пехл. pārsī́g «персидский» от др.-перс. pārsa- «перс», «страна Парс», в то время как fârsi представляет собой раннюю арабизацию (перс. معرب‎) слова pârsi (в арабском языке отсутствует фонема [p]), вызванную влиянием и престижем арабского языка в эпоху исламизации Ирана.
В классический период персидского языка (X—XV века) литературный язык широко именовался دری darī «(язык) двора». Это название изначально подразумевало язык двора Сасанидов, располагавшегося в Месопотамии в городе Ктесифоне.
Как свидетельствуют многие авторы ранней мусульманской эпохи, эта форма разговорного среднеперсидского языка противопоставлялась собственно парси (фарси) — языку Фарса, родины персов — а также языку зороастрийского духовенства и учёных. Под этим же названием объединялись все формы персидского языка вне Фарса, то есть в областях поздней экспансии — в частности, помимо Месопотамии, также наречие Хорасана, где среднеперсидский в эпоху Сасанидов вытеснил парфянский язык и где позднее происходило формирование новой литературной нормы после прихода ислама.
В дальнейшем, когда это противопоставление утратило актуальность, возникали гибридные названия, наподобие فارسی دری fārsī-yi darī «персидский дворцовый (язык)». В конечном итоге, в Иране за языком закрепилось название фарси. В Афганистане в 1964 году было официально утверждено название дари, во многом в противовес названию языка в Иране и с апелляцией к хорасанским истокам новоперсидской литературной традиции.

### Название в других языках
Эллинская адаптация древнеперсидского этнонима и названия страны персов (др.-греч. Περσίς , род. п. Περσίδος) послужила источником др.-рус. Перъсида, откуда происходит русское прилагательное «персидский». В европейских, большинстве славянских и тюркских языков названия языка образуются либо непосредственно от этнонима «перс» (нем. Persische Sprache, укр. перська мова, кирг. перс тили), либо от латинизированного названия страны «Персия» (итал. lingua persiana, серб. персијски језик). В языках народов исламского мира (арабском и др.), а также Индии распространена персидская арабизированная форма с начальным f-. Непосредственное заимствование из среднеперсидского языка, то есть до арабизации названия, представляет собой арм. պարսկերեն (pɑrskɛrɛn).
В русском языке, подобно многим европейским, довольно активно закрепляется собственно персидская форма названия языка фарси́ как вариант русского «персидский язык», во многом по аналогии с бессуфиксальными несклоняемыми названиями языков сопредельного региона (дари́, урду́, хи́нди, пушту́ и т. д.).
В случае необходимости подчеркнуть отличие персидского языка эпохи после IX—X вв. от предшествующих этапов развития (древнеперсидского и среднеперсидского) для фарси часто применяется термин «новоперсидский язык» (англ. New Persian).

## Лингвогеография

### Численность носителей
В современном Иране персидский язык — единственный официальный язык страны и язык обучения в большинстве учебных заведений. Всего в Иране проживает более 75 млн чел, большинство из которых владеет персидским, по крайней мере, как вторым языком. Родным языком персидский в своих разговорных формах является, по меньшей мере, для половины населения страны, называемой «персами» (перс. فارسی‌زبانان «персоязычные»). Согласно другим оценкам, учитывающим ассимиляцию неперсидских групп населения, персидским языком владеет около 63 % населения страны.
Будучи языком межэтнического общения, литературы, СМИ и прочих сфер общественной жизни, персидский является вторым языком для представителей других народов Ирана: как ираноязычных (курдов, луров, белуджей, мазендеранцев и др.), так и неираноязычных (азербайджанцев, арабов, туркменов, армян и др.). Небольшие группы натурализовавшихся переселенцев-персов (ирани) распространены также в странах Персидского залива: Бахрейне, Ираке, Омане, Йемене, ОАЭ (аджамы), а также в Турции, Пакистане, Афганистане, Азербайджане, Средней Азии (среднеазиатские иранцы).

### Социолингвистические сведения
В современном персидском языке сильно развиты регистровые различия, близкие к ситуации диглоссии. В Иране наблюдаются следующие речевые регистры:
- современный стандартный фарси — книжно-письменный язык, язык высокой и архаизированной речи, сложившийся в последние столетия на основе языка классического периода;
- общенациональный вариант разговорной речи («койне»), основывающийся на диалекте Тегерана — язык вежливой речи, оказывающий всё большее влияние на книжный язык, широко используемый в современном литературном творчестве — в частности, в текстах популярных песен, в фильмах и т. д.;
- ходемуни (разг. خودمونی «нашенский») — непринуждённая речь, местные ненормированные персидские диалекты, в последнее время испытывающее большое влияние койне.

#### Разговорный язык
Разговорный персидский язык довольно сильно отличается от литературно-книжного. Различия между регистрами касаются не только фонетики, но и грамматики, синтаксиса, словообразования и ярко отражают языковые изменения, накопившиеся со времён классического периода, но почти не получившие отражения в литературном языке.
Наиболее яркие фонетические черты «персидского койне»:
- [ɒn], [ɒm] > [un], [um] (nân > nun «хлеб», bârân > bârun «дождь», irâni > iruni «иранец», âmad > umad «пришёл»). Исключения составляют слова, присущие высокому регистру, такие как [ɢorʔɒn] «Коран» или [ʔirɒn] «Иран».
- [-ær], [-er] > [-ɛ] (agar > age «если», âxer > âxe «последний»).
- Монофтонгизация [-ow] > [-o] (rowšan > rošan «светлый», četowr > četo «какой», jelow > jelo «впереди»).
- Продолжение сужения гласного в соседстве с шипящими: [a] > [e] > [i] (класс. перс. âtaš > литер.перс. âteš > разг. перс. âtiš «огонь»).

Именная морфология:
- Множественное число имён на согласный образуется с помощью суффикса -â: pesarâ «мальчики», mizâ «столы», но xunehâ «дома».
- Послелог -râ после имён на согласный произносится как -o, после имён на гласный — -ro: čerâγ-o byâr «принеси лампу», man-o bebaxš «прости меня», unâ-ro nemišenâsam «я их не знаю».

Энклитические местоимения всегда содержат гласную -е-: -em «мой», -et «твой», -eš «его».
Глагольная морфология:
- Система личных окончаний претерпела значительные сдвиги как чисто фонетические, так и собственно морфологические.
  - В 3 л. ед. ч. окончание -ad перешло в -e. Так же звучит глагольная связка после согласных, однако после гласных она сохраняется в виде -st.
  - Употребление полной формы связки ограничено, краткая сливается с именем и приобретает вид личного окончания.
  - Во 2 л. мн. ч. окончание -in.
  - В 3 л. мн. ч. окончание -an.
- Связка в формах перфекта сливается с причастием прошедшего времени, перфект становится фактически синтетической формой, при этом в большинстве форм он отличается от простого прошедшего только местом ударения (прош. góftam — перф. goftám «я сказал»).

В результате глагольная система стремится к симметрии во всех формах:
gereftan «брать», «получать», xub «хороший», gošne «голодный», dânešju «студент»
|             | Настояще-будущее время | Перфект                    | Простое прошедшее    | Связка имени на согласный | Связка имени на -e     | Связка имени на другой гласный |
| ----------- | ---------------------- | -------------------------- | -------------------- | ------------------------- | ---------------------- | ------------------------------ |
| 1 л. ед. ч. | mígiràm «я возьму»     | gereftám «я (уже) взял»    | geréftam «я взял»    | xúbam «я хороший»         | gošnám «я голодный»    | dânešjúyam «я студент»         |
| 2 л. ед. ч. | mígirì «ты возьмёшь»   | gereftí «ты (уже) взял»    | geréfti «ты взял»    | xúbi «ты хороший»         | gošnéyi «ты голодный»  | dânešjúyi «ты студент»         |
| 3 л. ед. ч. | mígirè «он возьмёт»    | gerefté «он (уже) взял»    | geréft «он взял»     | xúbe «он хороший»         | gošnást «он голодный»  | dânešjúst «он студент»         |
| 1 л. мн. ч. | mígirìm «мы возьмём»   | gereftím «мы (уже) взяли»  | geréftim «мы взяли»  | xúbim «мы хорошие»        | gošnéyim «мы голодные» | dânešjúyim «мы студенты»       |
| 2 л. мн. ч. | mígirìn «вы возьмёте»  | gereftín «вы (уже) взяли»  | geréftin «вы взяли»  | xúbin «вы хорошие»        | gošnéyin «вы голодные» | dânešjúyin «вы студенты»       |
| 3 л. мн. ч. | mígiràn «они возьмут»  | gereftán «они (уже) взяли» | geréftan «они взяли» | xúban «они хорошие»       | gošnán «они голодные»  | dânešjúyan «они студенты»      |

- Многие употребительные глаголы имеют в разговорном варианте сокращённую часто до одного согласного звука основу настоящего времени: goftan — g- (лит. gu(y)-) «говорить», dâdan — d- (лит. deh-) «давать», raftan — r- (лит. rav-) «уходить», šodan — š- (лит. šav-) «становиться», âvardan — âr (лит. âvar-) «приносить». Сокращены также основы модальных глаголов: tunistan — tun- (лит. tavânistan — tavân-) «мочь», xâstan — xâ- «хотеть». Последний имеет особые личные формы.

|            | raftan             | xâstan              |
| ---------- | ------------------ | ------------------- |
| 1 л. ед.ч. | míram «я пойду»    | mixấm «я хочу»      |
| 2 л. ед.ч. | míri «ты пойдёшь»  | mixấy «ты хочешь»   |
| 3 л. ед.ч. | míre «он пойдёт»   | mixấd «он хочет»    |
| 1 л. мн.ч. | mírim «мы пойдём»  | mixấyim «мы хотим»  |
| 2 л. мн.ч. | mírin «вы пойдёте» | mixấyin «вы хотите» |
| 3 л. мн.ч. | míran «они пойдут» | mixấn «они хотят»   |

- Широкое использование местоименных энклитик в качестве дополнения (преимущественно прямого) после глагола, а также после предлогов для косвенного дополнения. В глагольном сказуемом энклитика следует после личных окончаний. В именном сказуемом и в сложных глаголах энклитика примыкает к именной части. Примеры: nemixấd bebinádešun «он не хочет их видеть», dússet dấram «я тебя люблю», behem begu «скажи мне», azeš begiram «я заберу у него», biγarấretùne «он беспокоится о вас».

Некоторые предлоги перестали употребляться, будучи вытеснены разговорными эквивалентами:
- to(-ye) вместо dar («в», локатив);
- vâse(-ye) вместо barâ-ye («для»);
- bedun-e вместо bi («без»).

### Диалекты
Различия между разговорными формами персидской речи, несомненно, существовали уже в эпоху становления новоперсидской литературной нормы, а в дальнейшем, в силу политической раздробленности и размеров пространства, охваченного экспансией разговорного персидского, они только становились более отчётливыми. Тем не менее, благодаря устойчивости и унифицированности письменной традиции до XIX в., региональные различия в литературном языке были незначительны, а различия в разговорной речи в зависимости от места происхождения говорящего можно было проследить только на основании диалектных форм, изредка попадавших в памятники.
Все персо-таджикские диалекты и говоры, на которых говорили и говорят в местности от Персидского залива до Ферганской долины до конца не описаны и не классифицированы — во многом из-за слабого развития диалектологии в Иране и Афганистане. В целом, эти идиомы могут быть разделены на западный фарси Ирана и восточный фарси, лежащий в основе таджикского языка и дари; выделяются также некоторые переходные группы:
- Диалекты западного фарси распространены, прежде всего, в центральных останах Ирана (в так называемом «Персидском Ираке»: Хамадан, Казвин, Меркези (или собственно Эрак), Кум, Тегеран, Исфахан, Керманшах). К ним относится и ведущий диалект Ирана — тегеранский.
  - С юго-востока к ним примыкают диалекты Йезда и Кермана.
  - С юга — диалекты городов Фарса (Шираз, Казерун).
  - Диалекты Хузестана и побережья Персидского залива (бандари) сильно отличаются от стандартного фарси, сближаясь с луро-бахтиярскими[16].
- Диалекты Хорасана: от Тегерана до афганской границы. Переходная группа к восточным вариантам фарси, к которой также близки диалекты Кухистана (Южный Хорасан), Систана (граница Ирана и Афганистана) и далее западные диалекты Афганистана: Герата (фарсиванов), хазарейцев («язык хазара́»), чараймаков. С юга к Систану примыкают диалекты персоязычных групп белуджей, называемых дехвари (Иранский и Пакистанский Белуджистан).
- Диалекты таджиков распространены на востоке и севере Афганистана (с ведущим диалектом Кабула), а также на западе Пакистана. Далее на север они продолжаются диалектами Таджикистана и отдельными анклавами в Узбекистане (Бухара, Самарканд, Нурата, Чуст и др.).

Поскольку в XX в. на базе общеперсидского языка сложилась диасистема из трёх национальных языков, диалекты обычно разделяются по языкам тех стран, где они бытуют, несмотря на то, что границы государств практически не соответствуют границам диалектных групп:
- собственно фарси[англ.] (иранский фарси) объединяет говоры Ирана, а также стран Персидского залива;
- дари объединяет говоры Афганистана, а также Пакистана;
- таджикский язык объединяет говоры Таджикистана, а также Узбекистана.

Все три литературные нормы, хоть и обнаруживают расхождения — прежде всего, в лексике, фонетике и, в меньшей степени, в грамматике — отличаются заметным консерватизмом.

## Письменность
| Персидский алфавит |   |   |   |   |    |   |   |
| ﺍ                  | ب | پ | ﺕ | ﺙ | ﺝ  | چ | ﺡ |
| ﺥ                  | ﺩ | ﺫ | ﺭ | ﺯ | ژ  | ﺱ | ﺵ |
| ﺹ                  | ﺽ | ﻁ | ﻅ | ﻉ | ﻍ  | ﻑ | ﻕ |
| ک                  | گ | ﻝ | ﻡ | ﻥ | هـ | ﻭ | ﻯ |

Для записи персидского в Иране (как и для дари в Афганистане) используется арабский алфавит, дополненный четырьмя буквами для обозначения звуков, отсутствующих в арабском: пе (پ), че (چ), же (ژ) и гаф (گ), и содержащий, таким образом, 32 знака. Арабский алфавит был приспособлен для записи новоперсидского языка в среде обращавшихся в ислам персов после арабского завоевания Ирана под влиянием исламской культуры и престижа языка завоевателей — арабского.
Система письма носит консонантный характер, последовательно записываются только согласные и долгие (устойчивые) гласные. Не совсем последовательно краткие гласные получают отображение лишь в начале и конце слова. Из-за этого на письме возникает много омографов, а правильно произнести написанное слово можно зачастую только зная его, что доставляет неудобства изучающим язык, а также самим персам при чтении незнакомых имён, названий или терминов.
Арабское происхождение предопределило многие особенности письма. В частности, все многочисленные арабские заимствования, будучи сильно адаптированы фонетически, записываются тем не менее в соответствии с арабским оригиналом, из-за чего в персидской письменности оказалось много избыточных букв, обозначающих одни и те же звуки. Выбор из нескольких букв для каждого слова необходимо специально запоминать. Кроме того, за период тысячелетнего развития в фарси накопилось несколько исторических написаний, также усложняющих орфографию.
Хотя современному письменному языку присущи определённые традиции, часть норм орфографии считается устаревшей, взамен появляются новые тенденции в орфографии; тем не менее, чётких норм правописания до сих пор не существует, некоторые слова имеют несколько вариантов написания, некоторые предлоги, послелог, именные аффиксы пишутся в одних изданиях слитно, в других — раздельно.
Характерной особенностью персидского языка в Иране является широкое использование шрифта «насталик», который в других странах с арабской письменностью считается архаичным и употребляется крайне редко. Вместе с тем, в Иране также широко используется и стандартный «насх».
Несмотря на имеющиеся разработки персидской графики на латинской основе, серьёзных попыток перевести персидский язык на латиницу не производилось ни в Иране, ни в Афганистане, поскольку в этих странах сильны позиции традиционной культуры и они обладают богатым наследием литературы, графики и печати. Специально разработанный вариант латинской транскрипции «Юниперс» отличается выдержанностью в русле традиционной западной иранистической транслитерации, однако он значительно проигрывает в распространённости стихийно развившейся адаптации английской графики (шуточно называемой «финглишем»), которой иранцы пользуются чаще всего за границей, когда им недоступна персидская раскладка клавиатуры. Этот вариант транслитерации отличает хаотичность правил, частое неразличение [æ] и [ɒ:], использование диграфов (что может привести к омографии, например, sh = š, но сочетание соответствующих согласных имеется в некоторых персидских словах).
С 1928 по 1939 гг. латинизации, а с 1940 г. — кириллизации на территории СССР подвергся таджикский язык — крайний северо-восточный вариант фарси.

## История

### Доклассический период
Персидский язык относится к иранской группе индоевропейской семьи языков и восходит к диалектам древних ариев (индоиранцев), часть которых в конце II — начале I тыс. до н. э. продвинулась из Средней Азии на запад Иранского плато, где в исторической области Парса (Фарс) они стали известны под именем персов.
Развитие иранских языков традиционно разделяется на три этапа: древний, средний и новый. Персидский — единственный иранский язык, для которого на основании сохранившихся памятников можно проследить последовательное развитие на всех трёх стадиях в виде древнеперсидского, его потомка среднеперсидского и продолжения последнего — новоперсидского языка. Эти три языка находятся в несомненной преемственной связи, прослеживаемой на основании лексических, морфологических и фонетических данных, которая, однако, не исключает развитие каждой последующей формы на иной диалектной базе сравнительно с языком памятников предыдущего этапа.
Если древнеперсидские памятники — наскальные клинописные надписи Ахеменидов VI—IV веков до н. э. — демонстрируют язык с ярко выраженным флективным строем синтетического типа, то его потомок среднеперсидский язык (памятники I тыс. н. э.) представляет собой язык с сильно развитым аналитизмом, утративший именное склонение и в плане морфологии значительно близкий к современному персидскому языку.
Среднеперсидский — официальный язык Персии в период правления Сасанидов (225—651 годы н. э.), в действительности — изменённая форма древнеперсидского — официального языка Ахеменидов (599—331 гг. до н. э.), имевшего распространение на юго-западе Ирана (современная провинция Фарс).
Важнейшим памятником, оставшимся от древнеперсидского языка, является надпись Дария Великого (около 521—486 годов до н. э.), высеченная клинописью на скале Бехистун.
От среднеперсидского языка также остались различные памятники, например, надписи времен Сасанидов, книги на пехлеви, манихейские памятники, фразы, выбитые на монетах, печатях, перстнях, посуде и т. д. Период новоперсидского языка начинается после нападения арабов на Иран, в I веке по лунной хиджре (VII веке н. э.).
Единственные письменные памятники на древнеперсидском языке — клинописные надписи некоторых ахеменидских правителей. Начиная с послеахеменидского периода, возможно, единственным документом, написанным на древнеперсидском языке, является петроглиф в археологической зоне Накше-Рустам, написанный арамейским письмом.
В эпоху поздних Сасанидов (V—VII века) среднеперсидский язык, язык господствующей народности, бывший изначально локальным языком Фарса, широко распространяется по всей иранской империи и в качестве лингва франка начинает проникать в Среднюю Азию (В Балх и города Согдианы). К концу сасанидского периода на базе позднего среднеперсидского сложилось общеимперское разговорно-деловое койне дари́ («язык двора», язык Дивана, государственной канцелярии), активно вытеснявшее местные иранские диалекты — прежде всего, на окраинах державы. Именно это койне развилось в дальнейшем в новоперсидский язык.

### Ранний новоперсидский
Завоевание Ирана арабами и исламизация региона в VII—VIII в. привели к упадку среднеперсидской (зороастрийской и манихейской) литературы и литературы на других иранских языках. На два века языком религии, государства, литературы и науки на всём пространстве Большого Ирана стал арабский — язык завоевателей, который однако не смог существенно потеснить разговорную иранскую речь. В условиях подъёма национального самосознания иранцев в VIII—IX вв. и утверждения власти местных мусульманских династий происходит постепенное приспособление арабской письменности для записи иранских наречий. Особенно благоприятные условия для этого сложились на удалённой северо-восточной окраине Халифата в Хорасане и Мавераннахре, где в IX—X в. на основе местной разновидности персидского койне складывается новый литературный и письменный язык дари или дари-йи фарси.
Таким образом, в основу новоперсидского языка легли не говоры Фарса, как в случае древнеперсидского и среднеперсидского, а диалекты Систана и Хорасана, где местные иранские наречия (прежде всего парфянский язык) были замещены персидским койне в эпоху поздних Сасанидов. Далее на востоке, на территории Мавераннахра (Бактрии, Согдианы, Чача и Ферганы) позиции персидской лингва франка значительно усиливаются с исламским завоеванием, быстрая ассимиляция местного восточноиранского населения послужила основой формирующейся персоязычной таджикской общности. Вместе с Хорасаном эти области сформировали единый ареал, к которому приурочено появление ранней литературы на новоперсидском. В частности, в формировании новоперсидского литературного языка большую роль сыграл диалект Бухары, ставшей в X в. столицей Саманидов и центром культурной жизни восточных частей Халифата.
Изначально литература на новоперсидском была исключительно поэтической, первый прозаический текст датируется 957 г. — на век после появления первых стихов. Постепенно с XI—XII персидский постепенно начинает употребляться в других областях культурной жизни, хотя в этот период он все ещё уступает первенство арабскому языку.
Большой Хорасан в этот период становится областью широких межнациональных контактов, оставивших след в новоперсидском языке. Прежде всего, это касается контактов с ассимилируемым восточноиранским населением. Определяющую роль сыграли контакты с завоевателями-арабами, широко расселявшимися в Хорасане и становившимися ядром нового господствующего класса. Благодаря двуязычию многих носителей новоперсидского, прежде всего образованных слоёв общества, в язык на все лексические уровни массово проникают арабские слова, становящиеся органической составляющей персидского лексического фонда, арабский через заимствования повлиял также на фонетику новоперсидского языка. Отмечаются также активные контакты с проникавшими в Хорасан с севера тюрками, приведшие к появлению в персидском значительного пласта тюркизмов. Контакты с Индией отразились в появлении заимствований из индоарийских языков.

### Классический персидский
Начиная с XII в. литературный персидский язык значительно расширяет не только сферу применения, вытесняя литературный арабский язык, но и географию распространения. Он становится общим литературным языком населения Большого Ирана и лингва франка на всём пространстве восточной части исламского мира, от Анатолии до Северной Индии. Начав функционировать как официальный язык хорасанской династии иранского происхождения Саманидов, персидский не утрачивает статуса языка канцелярии, художественной и научной литературы в последующие века при правителях монгольского и тюркского происхождения (Газневиды, Сельджуки, Хорезмшахи, Хулагуиды, Тимуриды, Османы, Бабуриды, Афшариды, Каджары и др.) Именно в период X—XIV вв. творили всемирно известные персидские поэты из разных частей востока мусульманского мира, наследие которых по праву входит в классику мировой литературы: Рудаки, Фирдоуси, Омар Хайям, Насир Хосров, Низами, Саади, Руми, Аттар, Хафиз Ширази, Джами, Дехлави и многие другие. Богатство персидской литературы, продолжительность её традиции и заметное влияние, оказываемое ею на сопредельные народы, позволило европейским литературоведам и лингвистам на конгрессе в Берлине в 1872 г. признать фарси мировым классическим языком наравне с древнегреческим, латынью и санскритом.
Изначальные хорасанские центры персидского языка (IX—XII вв.) с нашествиями тюрок и монголов постепенно приходят в упадок. Центры литературной жизни перемещаются на запад, в Фарс, в «Персидский Ирак» (совр. Центральный Иран), Азербайджан и далее в Анатолию (XIII—XVI вв.), где хорасанское койне дари до тех пор не было разговорным языком (многочисленные неперсидские иранские диалекты сохраняются там до сих пор). Литературный язык претерпевает некоторые изменения, приобретая более «западные черты». Другая, «восточная» ветвь литературной традиции закрепляется в мусульманской Индии.

### Международный персидский
Персидский язык широко использовался как язык международного общения и как литературный язык — в том числе в тех регионах, где его носители никогда не составляли большинство населения. В Средней Азии разговорные таджикские диалекты, вытесняемые тюркскими языками, становились субстратом для узбекского и туркменского языка, а литература на фарси оказала прямое воздействие на формирование чагатайского литературного языка. На другом конце восточного мира Сельджукиды и правители Османской империи, некоторые из которых были известными персидскими поэтами, покровительствовали литературному персидскому на протяжении многих веков, и влияние персидского на османский язык оказалось очень велико. В Индии персидскому языку покровительствовали мусульманские султаны, начиная с Газневидов (X в.) и включая потомков Тамерлана — Великих Моголов. Индийское койне урду сложилось под значительным персидским влиянием, до сих пор это влияние ощутимо в разговорной речи всей Северной Индии.
Как язык-посредник персидский был распространён ещё шире. Например, фарси был единственным восточным языком, который знал и которым пользовался Марко Поло в своих путешествиях по Китаю, завоёванному монголами.

### Современный персидский
За более чем тысячелетнюю историю новоперсидский язык безусловно не мог остаться неизменным, как и не могли в нём не появиться региональные различия. Начиная с XVI в. до того единая по языку и стилю на всём пространстве Ирана, Закавказья, Средней Азии и Индии литературно-письменная традиция фарси начинает демонстрировать распад на локальные формы: западноиранскую, среднеазиатскую («таджикскую») и северо-индийскую. Помимо накопившихся диалектных различий это во многом было связано с разделом персоязычного пространства между шиитской Сефевидской империей (предшественником Исламской Республики Иран), государством Шейбанидов в Средней Азии и Империей Великих Моголов в Индии, к которым с XVIII в. добавились государства афганцев-пуштунов, и ослаблением культурных связей между этими государствами.
С воцарением на западе Сефевидов (XVI в.) центр персидского языка переходит из Фарса в Исфахан, а со времён Каджаров (конец XVIII века) — в Тегеран. Широко распространяется персо-тюркский (азербайджанский) билингвизм, вызвавший широкое взаимовлияние двух языков. В Средней Азии таджикские диалекты довольно успешно вытесняются говорами узбекского языка, а там, где они остаются, подвергаются сильному тюркскому воздействию. На территории Афганистана они также были потеснены в результате экспансии пуштунов.
Завоевание северного Азербайджана (Ширвана) и Средней Азии Российской империей, а Индии — Британской значительно пошатнули позиции литературного фарси в этих регионах. Лишённый государственной поддержки, он уступал свои позиции тюркским (азербайджанскому, узбекскому, туркменскому) в Закавказье и Средней Азии и урду и хинди — в Индии. В 1920-е годы в Средней Азии при поддержке советской власти на основе местных персо-таджикских говоров началось формирование новой региональной литературно-письменной традиции, ориентированной на демократизацию языка и приближению его к народной речи и названной таджикским языком. Данный процесс сопровождался переходом на латинскую, а затем и кириллическую письменность. С 1964 г. официально отмежевался и литературный персидский язык Афганистана, названный языком дари в память традиций классического фарси-дари.
Подобно этим восточным вариантам новоперсидского, современный литературный персидский язык Ирана (собственно фарси) также значительно отличается от классического фактически на всех языковых уровнях — в фонетике (в основном, в вокализме), в морфологии, в синтаксисе, в лексике. Наблюдается тенденция сближения литературного языка с разговорной речью, которую можно проследить в творчестве иранских писателей с начала XX века. Значительное влияние, прежде всего лексическое, на него оказали французский и (в меньшей степени) русский, в последнее время — также английский языки. Тем не менее, в силу сохраняющегося в целом консерватизма литературной нормы образованные персы и таджики способны довольно свободно понимать тексты тысячелетней давности, что объясняется в том числе и достаточной стабильностью морфологии и в меньшей степени — лексики персидского языка.
Носители персидского языка составляют более половины из тех, кто разговаривает на иранских языках. Также персидский язык является родным для почти половины населения Ирана. Большая часть персоязычного населения проживает в центральных и южных провинциях Ирана (Исфахан, Йезд, Керман, Фарс и Тегеран). Большинство городских жителей Ирана также является персоязычным (кроме западных и северо-западных провинций и некоторых городов провинции Систан и Белуджистан). Персидский — официальный и национальный язык Ирана и по происхождению является разновидностью иранских диалектов области Фарс. Современный персидский — язык, на котором ведётся преподавание, язык СМИ и учреждений, и его общественный авторитет выше, чем у других языков и диалектов внутри Ирана. Среди новоиранских языков персидский — единственный язык, на котором был создан широкий спектр литературы высокого качества. Этот язык имеет значительное влияние на все разновидности иранских языков (кроме, вероятно, осетинского и кумзари) и во многих районах, в особенности в восточных районах Ирана, постепенно замещает остальные разновидности иранских языков.

## Лингвистическая характеристика

### Фонетика и фонология

#### Гласные
Система гласных классического персидского языка в целом продолжала вокализм среднеперсидского языка, состоявший из 8 фонем и характеризующийся фонологическим различением кратких (a, i, u) и долгих (ā, ī, ū, ē, ō) гласных. Помимо этого, в новоперсидском развились два дифтонга: [ai] и [au]. В современном языке противопоставление по долготе сменилось фонологическим противопоставлением по качеству, дополняемое противопоставлением по устойчивости — неустойчивости в слабой (безударной) позиции. В разных региональных вариантах трансформация классического вокализма происходила неодинаково. В иранском фарси неустойчивые гласные соответствуют кратким классического языка, устойчивые — долгим, при этом произошло совпадение ē с ī и ō с ū.
Гласным раннего новоперсидского в современном языке соответствуют следующие звуки (в транскрипции МФА, в скобках дана их распространённая транслитерация).
Неустойчивые:
- a > [æ] (a);
- i > [e];
- u > [o].

Устойчивые:
- ā > [ɒ] (â,å);
- ē,ī > [i];
- ō,ū > [u].

Дифтонги:
- aī > [eɪ];
- aū > [oʊ].

Неустойчивые гласные отличаются от устойчивых тем, что сильнее подвергаются редукции в безударной позиции. В ударном положении долгота неустойчивых почти не отличается от устойчивых. Гласный /ɒ/ представляет собой огубленный задний звук, воспринимаемый русскоговорящими практически как долгое /o/.
Трансформация вокализма классического языка хорошо показывает различие между основными формами современного новоперсидского языка:
| Классический персидский | i | iː | eː | u | uː | oː | a | ɑː | aiː | auː |
| Дари (кабульский)       | ɪ | i  | ɛ  | ʊ | u  | ɔ  | a | ʌ  | aɪ  | aʊ  |
| Таджикский (северный)   | i | i  | e  | u | u  | ø  | a | ɔ  | aɪ  | aʊ  |
| Иранский фарси          | e | i  | i  | o | u  | u  | æ | ɒ  | eɪ  | oʊ  |

#### Согласные
В персидском языке выделяют следующие согласные фонемы (в символах МФА):
|                           | Губно-губные | Губно-зубные | Переднеязычные | Среднеязычные | Заднеязычные | Увулярные | Нижнефарингальные | Гортанные |
| ------------------------- | ------------ | ------------ | -------------- | ------------- | ------------ | --------- | ----------------- | --------- |
| Взрывные                  | p b          |              | t d            |               | k g          | [ɢ]       |                   | ʔ         |
| Аффрикаты                 |              |              | ʧ ʤ            |               |              |           |                   |           |
| Носовые                   | m            |              | n              | [ŋ]           |              |           |                   |           |
| Щелевые однофокусные      |              | f v          | s z            |               |              | χ ʁ       | h                 |           |
| Щелевые двухфокусные      |              |              | ʃ ʒ            |               |              |           |                   |           |
| Аппроксиманты             |              |              |                | j             |              |           |                   |           |
| Латеральные аппроксиманты |              |              | l              |               |              |           |                   |           |
| Дрожащие                  |              |              | r              |               |              |           |                   |           |

Фонемы /p/, /t/, /k/ имеют тенденцию к аспирации, особенно перед ударными гласными и сонорными согласными, а также в конце слова: پول pul [pʰul] «деньги», توپ tup «мяч» [tʰup]. /k/ и /g/ палатализуются в конце слова и перед гласными переднего ряда: گرگ gorg [gorgʲ] «волк». Звонкие согласные на конце слова почти не оглушаются.
Кроме того, фонемы /k/ и /g/ имеют тенденцию к задненёбному произношению перед гласными [ā], [u], [o] (например, так произносится первое /g/ в слове «волк» — [ġorg']).
В классическом персидском, как и в современных таджикском и дари, различались две увулярные фонемы: щелевая звонкая /ʁ/ (в исконных словах, арабизмах и тюркизмах) и смычная /q/ (только в арабизмах и тюркизмах). В современном фарси Ирана эти две фонемы совпали в одной (транслитерируемой как q). Она имеет два звонких аллофона: щелевой [ʁ] и смычный [ɢ]. Смычный вариант встречается в начале слова.
Гортанная смычка /ʔ/ может встречаться только в словах, заимствованных из арабского.

#### Ударение
Ударение в персидском языке двухкомпонентное — силовое (динамическое) и тоническое. Падает, как правило, на последний слог: خانه‌ xâne «дом», خانه‌ها xânehâ «дома́». Ударение на первом слоге свойственно некоторым союзам и частицам (بلی bali «да», اگر agar «если» и др.).
Всегда безударны:
- изафет -e;
- неопределённый артикль -i (сохраняется в производных с ним, например, خیلی xeili «очень»);
- энклитические местоимения;
- послелог -râ (сохраняется в производных с ним, например, چرا čerâ «почему»);
- краткая глагольная связка;
- союз و o «и»;
- союз که ke «что»;
- энклитические союза-частицы.

В глагольных формах, начинающихся с префиксов mi- и be-, основное ударение приходится на приставку, а второстепенное — на личное окончание: می‌روم míravàm «я иду».

#### Структура слога
Основные типы слогов таковы: CV — دو do «два», تو to «ты»; CVC — دود dud «дым», مار mâr «змея»; CVCC — مست mast «пьяный», صبر sabr «терпение», گفت goft «сказал»; VCC — آرد ârd «мука», اسب asb «лошадь» (читается: asp); VC — آب âb «вода», از az «от, из»; V — او u «она, он».
Слово и морфема не могут иметь начальную структуру CCV-, в заимствованных словах такого типа обычно вставляется гласная протеза или эпентеза /e/ или /o/: استکان estekân (рус. стакан), درشکه doroške (рус. дрожки). Исключение — заимствования с начальной «немой с плавным» (C + l или C + r): C + l или C + r: پلان plân ‘план’, پراژه prože «проект».
В иранских по происхождению словах вне морфемных швов распространены следующие сочетания -CC-/-CC:
- -rC-, редко -lC- (где С чаще всего -f-, -z-, -š-, -x-, -v-, -d-, -g-), обратная последовательность (-Cr-) встречается реже;
- -mb-, -nd-, -nj-, -ng-;
- -šm-, -šn-;
- -ft-, -st-, -zd-, -št-, -xt-;
- -fk-, -sk-, -šk-;
- -fs-, -γz-, -xš-;
- исконная гемината -rr-.

В арабских словах могут встречаться самые разнообразные сочетания согласных и геминаты, в ряде случаев в разговорном языке они сильно упрощаются.

### Морфология
Грамматический строй персидского языка может быть охарактеризован как флективно-аналитический с элементами агглютинации. Флективно спряжение глагола, где личные окончания совмещают в себе значения лица и числа, при этом многие видо-временные и модальные формы глагола выражаются аналитически. Большинство именных категорий также выражается аналитически, кроме того, имеются именные аффиксы агглютинативного типа.

#### Имя
У имён в персидском отсутствует категория рода, что распространяется и на личные местоимения 3 л. ед. ч. Вместо категории одушевленности/неодушевлённости имеется категория лица/не-лица, при которой в состав не-лиц включаются и животные. Она выражается как лексически (соотнесённостью с местоимениями ke/ki «кто» или če/či «что», «кто (о животных)»), так и синтаксически (особенностями согласования со сказуемым).
Формальное разделение имён на существительные и прилагательные выражено слабо, непроизводные прилагательные внешне ничем не отличаются от существительных, для производных характерны особые суффиксы. Широко развита субстантивация прилагательных. Определение всегда неизменяемо, и его роль обозначается синтаксически. Основным способом введения определения является изафетная конструкция, где главное слово в именной группе (определяемое) маркируется агглютинативным безударным показателем -e (после гласных -ye), к которому в постпозиции примыкает определение. Если определений несколько, они «нанизываются» друг на друга также с помощью изафета:
Определяемое + е + Определение (+ -e + Определение).
Это практически универсальный способ выражения как качественного определения, так и определения по принадлежности, поэтому персидский изафет соответствует русскому словосочетанию как с прилагательным, так и с генитивом. Например, ketâb-e mâdar «книга матери»; ketâb-e mâdar-e Âmin «книга матери Амина»; šâh-e bozorg «великий царь», šâh-e bozorg-e Irân «великий царь Ирана». В препозиции к существительным выступают ограниченные виды определений, прежде всего определительные местоимения. От качественных прилагательных (и наречий) могут образовываться степени сравнения: сравнительная (аффикс -tar) и превосходная (аффикс -tarin).
Другие категории, получающие грамматическое оформление:
- Категория числа (единственное/множественное) затрагивает существительные и личные местоимения. Множественное число у существительных образуется прежде всего двумя основными ударными показателями агглютинативного типа: -ân (только для одушевленных лиц, парных частей человеческого тела и спорадически для некоторых других групп существительных) и -hâ (для любых разрядов существительных): mard — mardân/mardhâ «мужчина» — «мужчины»; setâre — setârehâ «звезда» — «звёзды». У арабизмов широко представлены арабские способы образования множественного числа, прежде всего суффикс -ât (entehâb — entehâbât «выбор» — «выборы») и «ломанное множественное» (например, fekr — afkâr «мысль» — «мысли»), образующееся от разных слов по нескольким десяткам различных моделей.
- Категория выделенности выражает неопределённость, единичность или выделение предмета из ряда подобных. Маркируется постпозитивным безударным артиклем -i: pesar-i «какой-то (один) мальчик». В некоторых грамматических конструкциях употребление артикля формализованно, в большинстве же случаев то же значение может быть передано числительным yek: yek pesar.

Категория падежа в персидском полностью утрачена. Падежные значения выражаются аналитически и синтаксически: многочисленными предлогами, послелогом -râ, изафетной конструкцией и позицией слова в предложении. Послелог -râ, маркирующий прямое дополнение, придаёт ему также значение определённости, неопределённое прямое дополнение обычно им не маркируется.
В именной синтагме у всех аффиксов имеется строгое место. Все постфиксы, кроме показателя множественного числа, всегда следуют после последнего определения в изафетной цепи:
(Предлог) + Существительное + (аффикс множ. ч.) + изафет (-е) + Определение + (аффикс сравнит. степ. -tar) + (артикль -i) + (послелог -râ):
be šâh-e bozorgtar-i «какому-то более великому царю»;
ân šâhân-e Irân-i râ (ke …) «тех царей Ирана, (которые …)».

#### Местоимения
Система имён дополняется местоимениями. Для личных местоимений характерны супплетивные основы для трёх лиц и двух чисел. В третьем лице единственного числа для не-лиц используются указательные местоимения.
|        | Единственное число                         | Множественное число |
| ------ | ------------------------------------------ | ------------------- |
| 1 лицо | من man «я»                                 | ما mâ «мы»          |
| 2 лицо | تو to «ты»                                 | شما šomâ «вы»       |
| 3 лицо | او u «он/она (лицо)» آن ân «оно (не-лицо)» | آنها ânhâ «они»     |

В вежливой форме местоимение man («я») может заменяться на bande (بنده), ânhâ («они») — на išân (ایشان).
Притяжательные местоимения отсутствуют. Вместо них употребляется изафетная цепь: medâd-e u («его карандаш») либо местоименные энклитики: medâdam («мой карандаш»).
|        | Единственное число | Множественное число |
| ------ | ------------------ | ------------------- |
| 1 лицо | م -am «мой»        | مان -emân «наш»     |
| 2 лицо | ت -at «твой»       | تان -etân «ваш»     |
| 3 лицо | ش -aš «его/её»     | شان -ešân «их»      |

К личным местоимениям примыкает возвратное местоимение xod «сам», «себя», в качестве определения — «свой».
Особенностью указательных местоимений, отличающей их от прилагательных, является позиция перед определяемым: ân xâne «тот дом».

#### Глагол
Глагольная система в персидском языке характеризуется спряжением по лицам и числам, которое носит флективный характер и в сильно упрощённом виде продолжает древнее индоиранское и шире — индоевропейское спряжение. Помимо этого в глаголе получают выражение видо-временные, модальные и залоговые значения. Имеется три наклонения: изъявительное, сослагательное и повелительное. Система времён строится на противопоставлении основных настояще-будущих, прошедших и перфектных форм.
Спряжение единообразно для всех глаголов во всех формах. В ударном варианте личные окончания используются в настояще-будущем времени, в безударном — в прошедшем времени и в качестве краткой глагольной связки. Исключение составляет 3 л. ед. ч., где в каждом из этих случаев свой вариант окончания.
|        | Единственное число                                               | Множественное число |
| ------ | ---------------------------------------------------------------- | ------------------- |
| 1 лицо | -am                                                              | -im                 |
| 2 лицо | -i                                                               | -id                 |
| 3 лицо | -ad — наст-буд. время -0 (ноль) — прошедшее время -ast — связка. | -and                |

Каждый глагол имеет две основы: презентную (настоящего времени — ОНВ) и претериальную (прошедшего времени — ОПВ), например, kon-: kard- «делать», row- : raft- «идти», suz- : suxt- «гореть, жечь», ruy- : rost- «расти (о растениях)». Первая из них продолжает древнеиранскую финитную основу настоящего времени, вторая — страдательное причастие на *-ta-, поэтому в большинстве глаголов она образуется от первой путём нетривиальных исторических чередований как в конечном гласном корня, так и зачастую в гласном корня. Всего насчитывается около тридцати типов соотношения ОНВ ~ ОПВ.
От ОНВ времени образуются настояще-будущее и настоящее определённое времена, аорист сослагательного наклонения и повелительное наклонение. От ОПВ образуются формы прошедших времён, а также причастие прошедшего времени на -e, активно участвующее в образовании аналитических видо-временных форм.
Формы глагола budan «быть» употребляются как глагольная связка, использование которой формализовано и почти не допускает опускания. В настояще-будущем времени употребляются несколько вариантов связки:
- Энклитический (краткий) — формы в разговорном языке полностью совпадают с личными глагольными окончаниями, в литературном языке единственное отличие — форма 3-го лица единственного числа ast.
- Полный — формы образованы от основы hast- путём добавления безударных личных форм. Исключение составляет 3 л. ед. ч., где форма связки с нулевым окончанием hast используется исключительно для выражения наличия или присутствия (равнозначна русской конструкции «есть», «имеется»). По типу полной связки образуются отрицательные формы от основы nist- («не является») и вопросительные — от основы kist- («кто это?»).
- Стандартно образованное настояще-будущее время от ОНВ bâš-, в 3 л. ед. ч. mi-bâš-ad. Может быть охарактеризовано как эквивалент русской конструкции «является».

Во многих контекстах варианты связки взаимозаменяемы, и употребление той или иной формы определяется прагматическими факторами. Однако в качестве вспомогательного глагола в аналитических формах используется только краткая форма.
Ранний новоперсидский унаследовал от пехлеви противопоставление форм ОНВ (настоящего времени) и форм ОПВ (прошедшего времени). Они были дополнены инновационными формами перфекта, образованными с помощью причастия типа karda («сделавший») и глагольной связки. Кроме этого, были генерализированны среднеперсидские глагольные видовые префиксы:
- hamē- / mē- (<*hama-aiva- букв. «всегда»), придающий действию значение длительности, продолжительности (ср. рус. Он всё ест (и ест)).
- bi- (< bē), придающий действию значение единичности, однократности.

В результате сформировалась симметричная система времён:
|                   | Настояще-будущее                                              | Прошедшее                                                                           |
| Нейтральная форма | Простое настоящее kun-ad «он делает»                          | Простое прошедшее kard(-0) «он делал, сделал»                                       |
| Имперфектив       | Настоящее длительное mē-kun-ad «он делает», «он будет делать» | Прошедшее длительное mē-kard(-0) «он делал»                                         |
| Перфектив         | Инхоативно-будущее bi-kun-ad «он сделает», «он начнёт делать» | Прошедшее однократное bi-kard(-0) «он (взял и) сделал»                              |
| Результатив       | Перфект karda ast «он (уже) сделал»                           | Преждепрошедший перфект karda bud(-0) «он (уже) сделал, (когда)», «он было сделал…» |

Получила также распространение специальная форма будущего времени, образуемая с помощью спрягаемых форм глагола xwāstan и неизменяемого причастия, равного ОПВ: xwāhad kard «будет делать», «сделает». При этом в целом префиксальные и нейтральные формы не носили формализованного характера и употреблялись достаточно свободно.
Приблизительно с XV столетия эта система претерпела дальнейшие изменения, выразившиеся в усилившейся формализации и увеличении числа аналитических форм. Нейтральные формы совпали с перфективными, став противопоставляться длительным формам на me- > mi-.
- В настоящем времени за формами с префиксом bi- > be- закрепилась функция субъюнктива (сослагательного наклонения) в условных, а также побудительных предложениях взамен утраченных форм оптатива. При этом нейтральная форма стала рассматриваться как вариант аориста.
- В прошедшем времени немаркированная беспрефиксальная форма стала обозначать и нейтральное прошедшее, и совершенный вид.

Настояще-будущее время с формализованным префиксом mi- широко охватило обозначение будущего времени и потребовало выработки особой формы для выражения действия, совершаемого в момент речи. В фарси Ирана она была выработана при задействовании спрягаемых форм глагола dâštan: dâram miravam «я (сейчас) иду», букв. «я имею иду». В восточных вариантах фарси (таджикском и дари) выработались свои формы Настоящего определённого времени, не совпадающие с формами фарси Ирана. В Иране эта форма до сих пор считается разговорной и долгое время не включалась в грамматики.
Прошедшие времена стали широко использоваться для передачи ирреального условия («если бы…»).
Современная система глагольных видо-временных и модальных форм имеет следующий вид:
|                   | Изъявительное наклонение                                                                | Изъявительное наклонение                                                   | Сослагательное наклонение                                   | Сослагательное наклонение                                               |
| Настоящее-будущее | Прошедшее                                                                               | Ирреальность                                                               | Условность                                                  |                                                                         |
| Перфектив         | (kon-ad) устаревшее                                                                     | Простое прошедшее kard(-0) «он делал, сделал»                              |                                                             | Простое прошедшее kard(-0) «(если) он сделает» «(допустим), он сделает» |
| Имперфектив       | Настояще-будущее mi-kon-ad «он делает», «он (вообще) делает», «сделает», «будет делать» | Прошедшее длительное mi-kard(-0) «он делал»                                | Прошедшее длительное mi-kard(-0) «(если) бы он (с)делал»    | Аорист (be)-kon-ad «(если) будет делать», «(пусть) делает»              |
| Результатив       | Перфект karde ast «он (уже) сделал»                                                     | Преждепрошедшее karde bud(-0) «он (уже) сделал, (когда)» «он было сделал…» | Преждепрошедшее karde bud(-0) «(если) бы он (тогда) сделал» | Прошедшее предположительное karde bâš-ad «(если) он (и вправду) сделал» |
| Конкретив         | Настоящее определённое dâr-ad mi-kon-ad «он (сейчас) делает»                            | Прошедшее определённое dâšt(-0) mi-kard(-0) «он (тогда) делал, (когда)»    |                                                             |                                                                         |

Вне этой таблицы остаются:
- Повелительное наклонение, испытавшее влияние нового аориста. Образуется только для форм 2-го лица обеих чисел: (be-)kon «(с)делай», (be)kon-id «(с)делайте».
- Преждепрошедший перфект: karde bude ast. По функциям почти соответствует Преждепрошедшему времени.
- Длительный перфект: mi-karde ast. Имеет значение особого предположительного наклонения: «(говорят), он сделал».
- Будущее категорическое время (xâhad kard) остаётся в книжном языке, но в современном разговорном языке уже не употребляется.

Формы пассива (преимущественно 3 лица) образуются от переходных глаголов с помощью причастия прошедшего времени на -te/-de и изменяемого по видо-временным формам и спрягаемого по числам и лицам глагола šodan «становиться»: karde mi-šav-ad «делается», karde šod «было сделано», karde šode ast «(уже) сделано» и т. д.
Парадигма базовых видо-временных форм, являющихся также наиболее употребительными:
глагол goftan «говорить».
|            | Аорист сослагательного наклонения | Настояще-будущее | Простое прошедшее | Перфект   |
| ---------- | --------------------------------- | ---------------- | ----------------- | --------- |
| 1 л. ед.ч. | (bé-)guyàm                        | míguyàm          | góftam            | gofté am  |
| 2 л. ед.ч. | (bé-)guyì                         | míguyì           | gófti             | gofté i   |
| 3 л. ед.ч. | (bé-)guyàd                        | míguyàd          | goft              | gofté ast |
| 1 л. мн.ч. | (bé-)guyìm                        | míguyìm          | góftim            | gofté im  |
| 2 л. мн.ч. | (bé-)guyìd                        | míguyìd          | góftid            | gofté id  |
| 3 л. мн.ч. | (bé-)guyànd                       | míguyànd         | góftand           | gofté and |

Отрицательные формы образуются с помощью ударного префикса na- (ne- перед -mi-), присоединяемого всегда к первой (лексической) части глагола и перед префиксом mi-. Например, némiravàd «он не пойдёт», nágoft «он не сказал», nákarde bâšám «(если) я (и) сделал». Исключение составляют сложные глаголы (jodấ nákardè ast «он (ещё) не разделил») и формы пассива (gofté nášod «не было сказано»). В формах аориста и повелительного наклонения отрицательный префикс всегда замещает префикс be-: nákon «не делай», náravàd «пусть он не ходит».
Персидский глагол также имеет следующие нефинитные формы:
- инфинитив (претеритальная основа + суффикс -an: kardan «делать»);
- причастие прошедшего времени (претеритальная основа + суффикс -e: karde «сделанный»);
- причастие настоящего времени (презентная основа + суффиксы -ande, -â, ân: xânande «читающий, читатель», dânâ «знающий», suzân «горящий»);
- причастие будущего времени (инфинитив + суффикс -i: kardani «то, что должно быть или может быть сделано»).

### Синтаксис
В отличие от большинства иранских языков, персидскому языку присуща последовательная номинативная типология, при которой глагол всегда согласуется в лице (и часто числе) с субъектом действия, а прямое дополнение обычно маркируется (если оно выражено определённым существительным).
Базовый порядок основных членов в предложении:
Субъект — Объект + (послелог -râ) — Сказуемое
ahmad dust-am-râ mibinad «Ахмед видит моего друга».
man nâme minevisam «Я пишу письмо»
Порядок слов в расширенном предложении обычно таков:
(обстоятельство времени) — Субъект — Объект + (послелог -râ) — (косвенное дополнение/обстоятельство) — Сказуемое
fardâ u in ketâbhâ va daftarhâ-râ be šomâ midahad «Завтра он эти книги и тетради отдаст вам».

### Лексика
Основу лексического фонда персидского языка составляют слова, унаследованные от среднеперсидского языка, в числе которых есть как и древние индоевропейские, индоиранские и общеиранские, а также собственно персидские лексемы. В словаре среднеперсидского уже имелось ощутимое количество слов, заимствованных из других иранских языков, прежде всего парфянского.
Формирование новоперсидского в Хорасанском регионе открыло дорогу новым заимствованиям из других иранских (согдийского, бактрийского).
Основной составляющей иноязычного лексического фонда в персидском стали заимствования из арабского — языка завоевателей Сасанидского Ирана и их религии ислама. Первые арабизмы касались прежде всего новых политических и религиозных реалий и входили в разговорную речь, поэтому подвергались фонетической адаптации или калькировались (например, amīr «повелитель» > mīr, ṣalāt «молитва (с поклонами)» > namāz, mādrast «школа» > mādrash). В период ранней персидской поэзии арабизмов в языке было немного. Так, в эпосе Шахнаме они встречаются с частотой приблизительно 2,4 %.
В дальнейшем с развитием арабо-персидского билингвизма и восприятием персидским общественных функций арабского языка арабизмы широким потоком устремляются в словарный запас персидского языка. По приблизительным подсчётам арабизмы составляют 14 % в лексике материальной культуры, 24 % — в интеллектуальной сфере, 40 % — в обычном литературном тексте. Большинство персидских арабизмов потенциально может быть заменено исконными эквивалентами, что часто и происходит. С другой стороны, многие обыденные исконные слова имеют «высокие» арабские эквиваленты.
Другая значительная составляющая персидской лексики — тюркизмы, проникшие прежде всего в лексику, связанную с армией, бытом, скотоводческим хозяйством, географическими объектами. Около 1200 азербайджанизмов проникло в персидский язык, начиная с периода, когда во главе Ирана с XVI века стояли в основном азербайджаноязычные правители. Эти заимствования относятся в основном к администрации, титулам и военной терминологии. О твёрдом тюркском влиянии на лексику стандартного персидского языка, устного и письменного, свидетельствует множество повседневных азербайджанских слов. Имеется также пласт индоарийской лексики.
В Новое время в западный фарси активно проникали европейские заимствования, прежде всего из французского, а также русского и английского языков.
В 1930-е годы после установления националистической идеологии шаха Резы Пехлеви была создана Академия персидского языка, стремившаяся к «очищению» языка от арабизмов и западноевропейских слов, восстановлению и изобретению новых слов из исконно персидских корней. После отречения шаха в 1941 году деятельность такого рода сошла на нет, ненадолго возобновившись при его сыне Мохаммеде Реза-шахе в 1970-е. После Исламской революции 1979 года процесс «очистки» языка прекратился, арабизмы и западные заимствования вновь широко употребляются. В 1990 году создана новая Академия персидского языка и литературы, опубликовавшая до настоящего времени 6 сборников неологизмов, а также этимологический словарь персидского языка М. Хасандуста (2014).

## Описания языка
Персидские грамматики, создаваемые в Иране, делятся на два направления: продолжающее средневековые традиции описание языка классических поэтов (с примерами почти только из них) и описание современного языка, опирающееся на европейские модели. В России грамматики персидского языка (классического и современного) составляли Залеман и Жуковский, Бертельс, Лев Жирков., Ю. А. Рубинчик и другие. Из западноевропейских персидских грамматик одной из самых выдающихся считается составленная французским иранистом Жильбером Лазаром. Крупнейший словарь персидского языка составил Деххода (в Иране до сих пор считается стандартным, хотя его лексика частично устарела).

## Примеры текстов

### Стихотворный текст классического периода
| Перевод | Приблизительная классическая транскрипция | Современная транскрипция | Оригинал                                                                                              |
| --- | --- | --- | --- |
| Каждый, кто мыслит злые мысли, В конце концов причинит зло самому себе. И не держи в сердце злые мысли, К зломыслящему зла будет Судьба. | [har ɒ:n kas kɪ ande:'ʃajɪ bad kʊ'nad ba far’dʒɒ:m bad bɒ: 'tanɪ χwad kʊ'nad ba dɪl ni: z ande:'ʃajɪ bad ma’dɒ:r badan’de:ʃ rɒ: bad ba’vad ro: z’gɒ:r] | [hær ɒn kæs kɛ ændi'ʃejɪ bæd ko’næd bɛ fær’dʒɒm bæd bɒ: 'tænɪ χod ko’næd bɛ del niz ændi'ʃejɪ bæd mæ'dɒr bædæn’diʃ rɒ bæd bæ'væd ruz’gɒr] | هر آنکس که اندیشه بد کند به فرجام بد با تن خود کند به دل نیز اندیشه بد مدار بد اندیش را بد بود روزگار |

— Фирдоуси. Шахнаме.

### Современный прозаический текст
| Перевод | Транслитерация (Unipers) | Транскрипция (МФА) | Персидский |
| --- | --- | --- | --- |
| Все люди рождаются свободными и равными в своем достоинстве и правах. Они наделены разумом и совестью и должны поступать в отношении друг друга в духе братства. | Hameye afrâde bašar âzâd be donyâ miyâyand va az dide heysiyat o hoquq bâ ham barâbarand. Hame dârâye andiše o vejdân mibâšand va bâyad dar barâbare yekdigar bâ ruhe barâdari raftâr konand. | [hæ'meje æ'frɒde bæ'ʃær ɒ'zɒd be do’njɒ miɒ'jænd væ æz 'dide hejsi’jæt o ho'ɣuɢ bɒ'hæm bærɒ'bærænd, hæ'mɛ dɒ'rɒje ændi'ʃɛ o vedʒ'dɒn 'mibɒˌʃænd væ 'bɒjæd dær bærɒ'bære ˌjekdi'ɡær bɒ 'ruhe bærɒdæ'ri ræf’tɒr ko’nænd] | همه‌ی افراد بشر آزاد به دنیا می‌آیند و از دید حیثیت و حقوق با هم برابرند, همه دارای اندیشه و وجدان می‌باشند و باید دربرابر یک دیگر با روح برادری رفتار کنند |

— Статья 1 Всеобщей декларации прав человека.

### Стихотворный разговорный текст
| Перевод (досл.): Тебя с болью и несчастьем оставили Те, кто любви не заслуживает, Ты в одиночестве шагаешь, Мне жаль тебя, наивное сердце. | Транслитерация: To ro bâ howl-o balâ tanhâ gozâštan, Unâ ke liyâqate ešq-o nadâštan, Tak-o tanhâyi vo bâ pâye peyâde, Moteâssefam barât ey dele sâde | Персидский: تو رو با حول و بلا تنها گذاشتن٬ اونا که لیاقت عشق و نداشتن٬ تـک و تــنهـایی و با پای پــیـاده٬ مـتـاسفــم بــرات ای دل سـاده |

— Отрывок из песни «متاسفم» (Motasefam), исполняемой известным в Иране певцом и композитором Мохсеном Чавоши. Автор — Хосейн Сафа.

### Курсы и словари
- Персидский язык. Начальный разговорный курс от СПбГУ
- Персидский язык. Разговорный курс. Часть 2. от СПбГУ
- Курс «Parler persan» на сайте Голос Исламской республики Иран  (фр.)
- Easy Persian — уроки персидского языка  (англ.)
- Персидско-русский / Русско-персидский онлайн словарь. (свыше 60 тыс. слов)

### Другие
- Persian verb conjugator — программа для спряжения персидских глаголов (англ.)
- Персидская поисковая система
- Persian — Фарси — ресурс, посвящённый Ирану и персидскому языку